# Andrijana Boškoska
Andrijana Boškoska, makedonsko-slovenska igralka, * 7. september 1979, Prilep.
Andrijana Boškoska se je rodila leta 1979 v makedonskem Prilepu. Diplomirala je leta 2002 na igralski akademiji v Skopju. Igrala je v številnih makedonskih gledališčih. Leta 2002 se je zaradi ljubezni preselila v Slovenijo.
Andrijana Boškoska je samozaposlena v kulturi (uprizoritvene umetnosti), obenem pa filmska (Psi brezčasja, Šiška Deluxe, Zbudi me), gledališka (Ondina, Beraška opera, Skrivnostni primer ali Kdo je umoril psa, Zgodbe iz Dunajskega gozda, Šest oseb išče avtorja) in televizijska (Lepo je biti sosed, Usodno vino, Reka ljubezni, Sekirca v med) igralka.
Je tudi pobudnica dobrodelnih projektov za zbiranje pomoči ob naravnih nesrečah in aktivistka za pravice živali.

## Televizijske serije
- Neznata prasina na zaboravot (2003) - kot Kate
- Lepo je biti sosed (2010) - v epizodi Bioenergija
- Usodno vino
- Reka ljubezni
- Sekirca v med

## Filmi
- Gluzd vo vremeto (2001)
- Volci (2003)
- Psi brezčasja (2015)
- Šiška Deluxe (2015)
- Zbudi me (2022)
- Praslovan (2024)

## Gledališke predstave
- Timon Atenski, SNGNG, 2013 - spremljevalka senatorjev
- Čarovnik iz Oza, SNGNG, 2014 - kot teta Ema; Cmokec
- Zmaj, SNGNG, 2014 - druga Elzina prijateljica
- Krvava gora, SNGNG, 2015
- Lepa Vida, SNGNG, 2015 - kot njena mati
- Ondina, SNGNG, 2016 - kot Ondini
- Beraška opera, SNGNG, 2017 - kot Dolly, prostitutka
- Skrivnostni primer ali Kdo je umoril psa, SNGNG, 2019 - kot gospa Shears; gospa Gascoyne; druge vloge in glasovi
- Zgodbe iz Dunajskega gozda, SNGNG, 2019 - kot Milostljiva gospa; Emma
- Šest oseb išče avtorja, SNGNG, 2020 - kot druga igralka
- Mali princ, GK, 2022 - kot Vrtnica; Domišljavec
- Sumljiva oseba, GK, 2022 - kot Marica, njuna hči
- Mnogo hrupa za nič, SNGNG, 2024 - kot sestra Frančiška

### Ostalo delo v gledališču
- Gozd, SNGNG, 2013 - asistentka režiserja

## Glasbeni videospoti
Leta 2001 je nastopila v videospotu za pesem Ako denot mi e nok priznane makedonske kantavtorice Kaliopi. Videospot je režiral gledališki režiser Aleksandar Popovski.